# Chiba
|  | Aquest article tracta sobre la ciutat del Japó. Vegeu-ne altres significats a «Chiba (desambiguació)». |

Chiba (千葉市 Chiba-shi) és la capital de la prefectura de Chiba al Japó. Ubicada al sud-est de Tòquio a la badia de Tòquio, connecta amb Tòquio per mitjà de la línia Sobu, la línia Keiyo i la línia Keisei Chiba. La ciutat fou fundada l'1 de gener de 1921. La ciutat és un dels ports principals de la regió de Kanto. Encara que gran part de la ciutat és residencial, hi ha fàbriques i establiments industrials al llarg de la costa de la ciutat.
L'any 2006, la ciutat tenia una població estimada de 929.363 habitants, i amb una densitat de població de 3.415,77 persones per quilòmetre quadrat. La superfície total de la ciutat de Chiba és de 272,08 km².

## Geografia

### Barris
La ciutat de Chiba està formada per sis barris (区 ku).
| Mapa de Sakai          | Mapa de Sakai     | Mapa de Sakai |
| ---------------------- | ----------------- | ------------- |
| A map of Sakai's Wards |                   |               |
|                        | Nom del districte |               |
| Rōmaji                 | Kanji             |               |
| 1                      | Chūō              | 中央区        |
| 2                      | Hanamigawa        | 花見川区      |
| 3                      | Inage             | 稲毛区        |
| 4                      | Midori            | 緑区          |
| 5                      | Mihama            | 美浜区        |
| 6                      | Wakaba            | 若葉区        |

## Govern i política

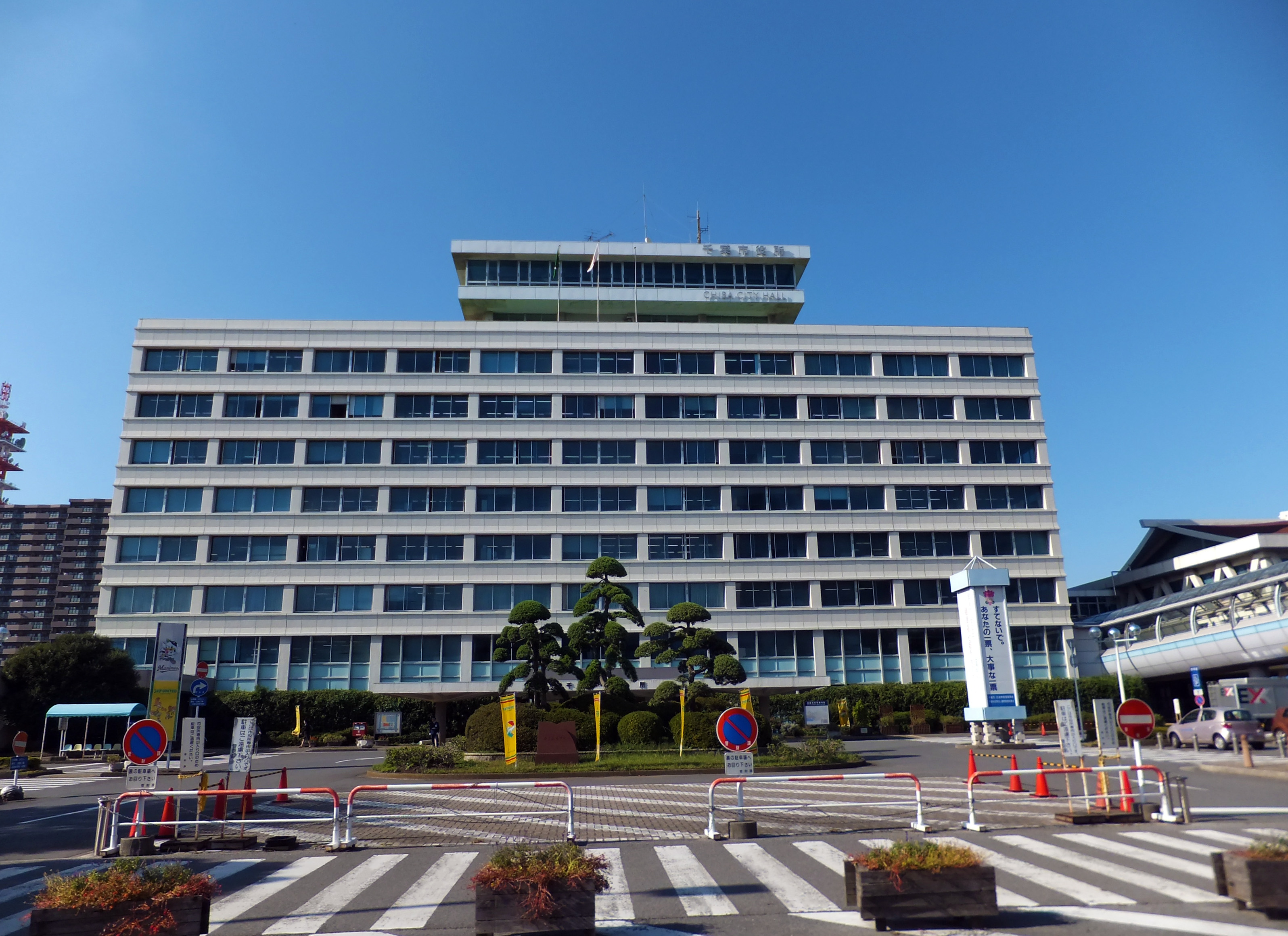
Edifici de l'ajuntament de Chiba

### Assemblea municipal
La composició del ple municipal de Chiba és la següent:
| Partit | Partit                    | Partit  | Regidors |
| ------ | ------------------------- | ------- | -------- |
|        | Partit Liberal Democràtic | PLD     | 17 / 50  |
|        | Futur Democràtic Chiba    | PDC-PDG | 12 / 50  |
|        | Kōmeitō                   | KMT     | 8 / 50   |
|        | Partit Comunista del Japó | PCJ     | 7 / 50   |
|        | Xarxa Ciutadana de Chiba  | NET     | 3 / 50   |
|        | Independents              |         | 7 / 50   |
|        | Escons vacants            |         | 0 / 50   |

### Alcaldes
| Període   | Alcalde           | Partit   |
| --------- | ----------------- | -------- |
| 1921-1924 | Seiji Kanda       | Ind      |
| 1924-1928 | Saburō Kubo       | Ind.     |
| 1928-1932 | Ryōhei Kamiya     | Ind.     |
| 1932-1933 | Sanehide Takarabe | Ind.     |
| 1933-1934 | Kinsuke Kanō      | Ind.     |
| 1934-1946 | Junichirō Nagai   | AC, ASRI |
| 1946-1950 | Kinsuke Kanō      | Ind.     |
| 1950-1970 | Saburō Miyauchi   | PL       |
| 1970-1977 | Kazushige Araki   | Ind.     |
| 1977-2001 | Asahi Matsui      | Ind.     |
| 2001-2009 | Keiichi Tsuruoka  | Ind      |
| 2009-     | Toshihito Kumagai | PD       |

## Ciutats agermanades
- Houston (Estats Units)
- North Vancouver (Canadà)
- Montreux (Suïssa))
- Tianjin (Xina)
- Wujiang (Xina)
- Asunción (Paraguai)
- Quezon (Filipines)

## Curiositats
- Chiba és una de les primeres ciutats on va tocar el popular grup de rock japonès X Japan.
- Juntament amb Mie i Nagasaki, Chiba és una de les ciutats on trobem la majoria de la producció de l'alga Iziki (Sargassum fusiforme).